# ドモジェドヴォ
座標: 北緯55度26分24秒 東経37度45分43秒 / 北緯55.44000度 東経37.76194度

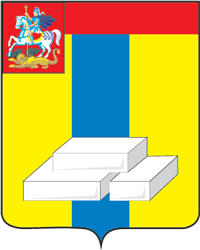
ドモジェドヴォの市章

ドモジェドヴォ（ドモジェードヴォ、ロシア語: Домоде́дово、ラテン文字表記の例: Domodedovo）は、ロシアのモスクワ州にある都市。人口は15万2404人（2021年） 。ドモジェドヴォ国際空港があることで知られる。モスクワの南37キロメートルに位置する。最寄りの町はポドリスクとヴィドノエでそれぞれ20キロメートル離れている。
2004年7月19日に労働集落ヴォストリャコヴォ、郊外（ダーチャ）集落バリビノ、郊外集落ベルィエ・ストルブィの3つの都市型集落を併合して人口も面積も増加した。

## 歴史

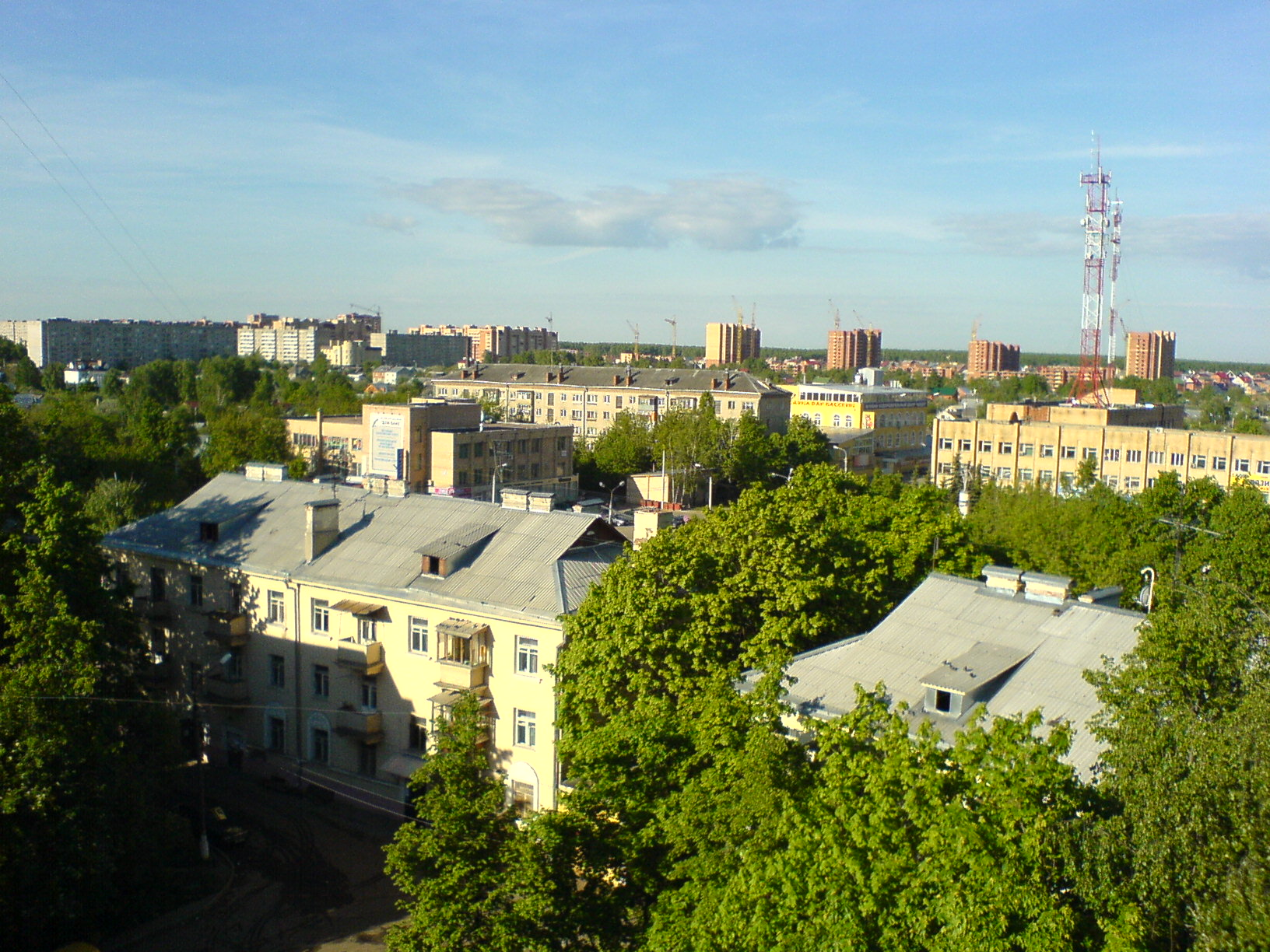
ドモジェドヴォ

現在のドモジェドヴォ市の場所には、1401年の記録にすでにドモジェドヴォという名の村があったことが言及されている。当時、モスクワからカシーラに向かう街道がすでにあり、交通の便も良いため集落が発展しており、今日でもかつての村の豊かさを物語る邸宅などが残っている。この地域は農業のほかに白い石を切り出す石切場としても重要であり、石は建材としてモスクワに運ばれて「白い石の街」モスクワの形成に一役買った。
1900年1月19日、モスクワ・カシーラ・リペツク間の鉄道の最初の区間が開業し、この地域の発展の基礎が築かれた。20世紀初頭にはドモジェドヴォ駅周辺で繊維工場、レンガ工場、石灰石工場などが操業を始めていた。
ドモジェドヴォ駅の周囲に発達した集落はその後数十年で住居が増え街となり、1947年3月12日に市に昇格した。1969年から2006年まではドモジェドヴォ地区の中心地だったが、2006年に同地区は解消しドモジェドヴォ都市地区に改組されている。

## 産業と交通

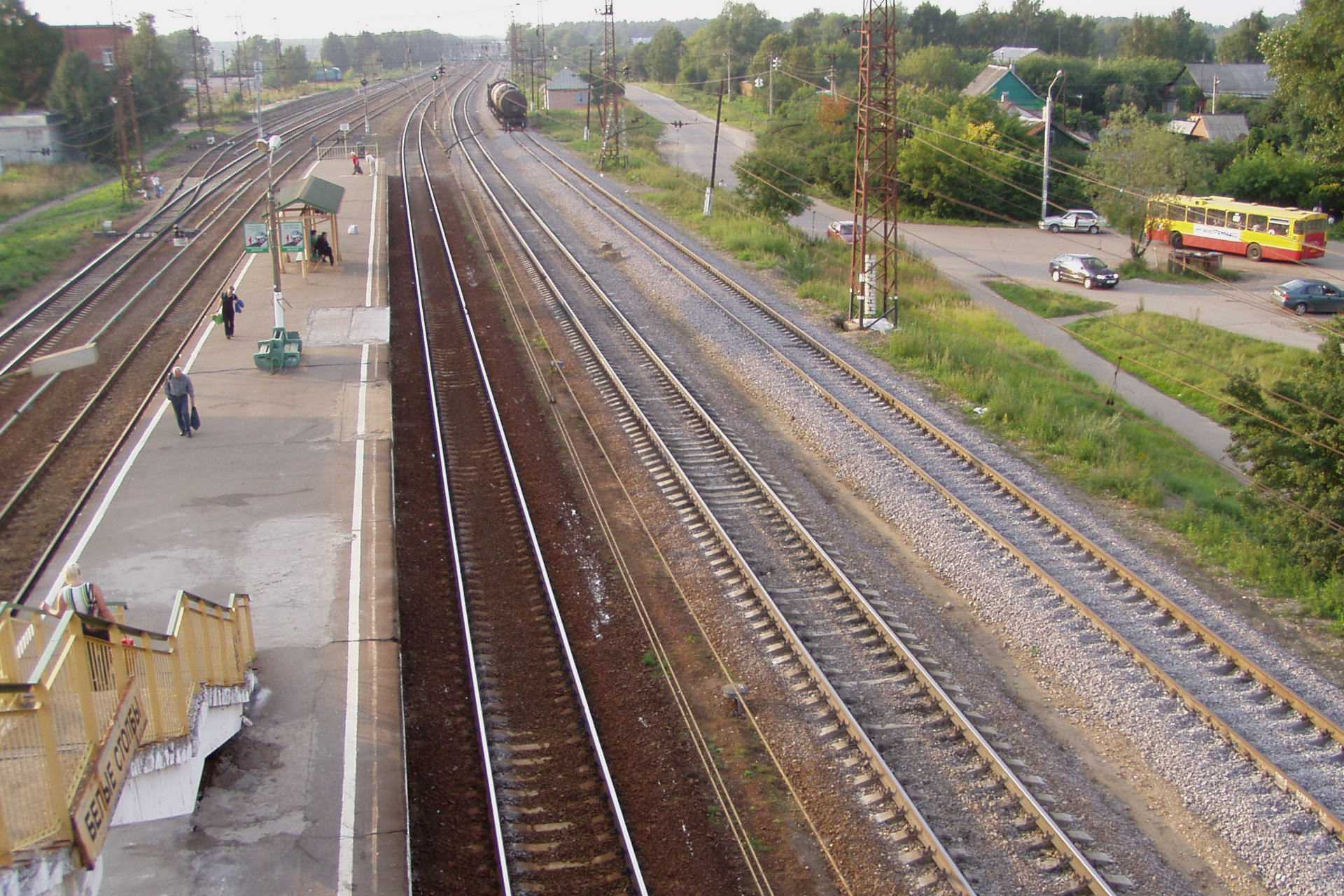
ベルィエ・ストルブィ駅

市の産業の中心は、2007年現在で1年に1870万人の乗客が利用しているロシア最大級のドモジェドヴォ国際空港である。その他の産業には機械産業、繊維産業、建材工業などがある。かつて独立した町であったベルィエ・ストルブィには、ロシア国有のフィルム・アーカイヴであるゴスフィリモフォンド（Госфильмофонд）が所在している。
ドモジェドヴォは、モスクワからノヴォロシースクへ向かうM4幹線道路が通るほか、モスクワ・ドモジェドヴォ・カシーラ・オジェリェーリエを結ぶ鉄道が通っており、空港連絡鉄道が分かれている。

## 姉妹都市
- アテネ、ギリシャ
- ヴロツワフ、ポーランド
- ボルィースピリ、ウクライナ
- フメリニツキー、ウクライナ
- ピンスク、ベラルーシ
- スムガイト、アゼルバイジャン
- ゼレノドリスク、ロシア
- フルマノフ、ロシア